# Lissazounmè
Lissazounmè è un arrondissement del Benin situato nella città di Abgangnizoun (dipartimento di Zou) con 7.524 abitanti (dato 2006).